# Johannes Faber (Mediziner)
Johannes Faber (auch Giovanni Faber; * 1574 in Bamberg als Johann Schmidt; † 29. September 1629 in Rom) war ein deutscher Anatom, Botaniker und päpstlicher Leibarzt. Er lebte ab 1598 in Rom. Als Kanzler der Accademia dei Lincei war er mit mehreren Wissenschaftlern und Künstlern seiner Zeit bekannt.  Man schreibt ihm die Benennung des Mikroskops zu.

Unterschrift von Johannes Faber (26. Oktober 1611)

## Leben und Wirken

### Jugend in Franken
Johannes Faber wurde 1574 in Bamberg als Johann Schmidt als Kind protestantischer Eltern geboren. Im Alter von einem Jahr wurde er durch einen Ausbruch der Pest zum Vollwaisen. Er wurde aufgenommen und aufgezogen von seinem Vetter Philipp Schmitt, der ihn katholisch taufen ließ. Nach seiner Ausbildung am Bamberger Gymnasium ging er auf die Universität Würzburg, wo er unter der Leitung von Adriaan van Roomen Medizin studierte. 1597 wurde er promoviert.

### Weiteres Leben in Rom
1598 zog Johannes Faber nach Rom, um dort weiter zu studieren, und arbeitete als Arzt im Spital Santo Spirito in Sassia. Er wurde Assistent von Andrea Cesalpino und Andrea Bacci. Neben der Medizin begeisterte er sich auch für die Botanik, wo er mit Bacci und Cesare Cesalpino zusammen arbeitete. Im Jahr 1600 wurde er auf den Lehrstuhl für Botanik und Anatomie an der Universität La Sapienza in Rom berufen. Daneben wurde er Direktor des päpstlichen Gartens Orto Botanico di Roma. In dieser hohen Position hatte er häufig direkt mit dem Papst zu tun und wurde sowohl mit wissenschaftlichen, als auch mit politischen Aufträgen betraut. 1608 erhielt Johannes Faber das römische Bürgerrecht. Faber besuchte regelmäßig die Kirche Santa Maria dell’Anima, die von den Deutschen, die in Rom lebten, häufig besucht wurde. Mehrmals wurde er zum „Provisor“ dieser Gemeinschaft aus Bürgern des Heiligen Römischen Reiches gewählt. Als Direktor der päpstlichen Gärten arbeitete er mit fünf verschiedenen Päpsten zusammen: Clemens VIII., Leo XI., Paul V., Gregor XV. und Urban VIII., der ihn als Leibarzt bestellte. 1608 wurde Faber von Paul V. nach Neapel gesandt. Der offizielle Grund dieses Auftrags war die Beschaffung einiger außergewöhnlicher botanischer Exemplare, jedoch sollte sich Faber dabei auch nach den Haftbedingungen des Gefangenen Tommaso Campanella erkundigen.
Im Oktober 1611 wurde Faber in die Accademia dei Lincei aufgenommen; ab April 1612 war er Kanzler der Accademia. In dieser Funktion stand er in Briefwechsel mit vielen prominenten Wissenschaftlern seiner Zeit, namentlich Federico Cesi, Galileo, Francesco Stelluti, Johann Schreck, Caspar Schoppe, Remus Quietanus, Johann Friedrich Eggs (Arzt).
Johannes Faber hatte auch mit mehreren Kardinälen häufig zu tun, darunter Cinzio Aldobrandini, Scipione Caffarelli Borghese, Francesco Barberini, Scipione Cobelluzzi und Eitel Friedrich von Hohenzollern-Sigmaringen. Jenseits der Alpen waren Fabers Briefskorrespondenten öfters Fürsten wie Philipp III.von Hessen-Butzbach, Friedrich I. von Hessen-Homburg, Ludwig V. von Hessen-Darmstadt, Friedrich von Fürstenberg-Heiligenberg, Maximilian III. und Leopold V. von Habsburg oder Mitglieder einflussreicher Familien des Heiligen Römischen Reiches wie die Fugger aus Augsburg.
Am 19. August 1612 heiratete er Maria Anna Hyrler. Aus dieser Ehe gingen mehrere Kinder hervor, von denen jedoch nur drei die Kindheit überlebten: Maria Vittoria, Maria Maddalena und Giano Domenico. Johannes Faber starb am 29. September 1629 und wurde in der Kirche Santa Maria dell’Anima neben seiner Frau beigesetzt, die zwei Jahre früher verstorben war.

### Kunstliebhaber und Freund der Künstler
In seinem Haus in Rom, nicht weit entfernt vom Pantheon, sammelte Faber Mineralien, Pflanzen und Tierskelette in beeindruckender Zahl. Er wurde auch ein eifriger Sammler von Gemälden. Unter den Deutschen, die damals in Rom lebten, befanden sich auch Künstler, mit denen Faber sich anfreundete, zum Beispiel Adam Elsheimer und Johann Rottenhammer. 1606 pflegte Faber einige Zeit lang den schwer erkrankten Peter Paul Rubens. Dieser schenkte ihm zum Dank ein Gemälde eines Hahnes.

### Der Name des Mikroskops
So wie Cesi das Fernrohr von Galilei „Teleskop“ nannte, benutzte Johannes Faber als Erster das Wort „Mikroskop“ für Galileis occhialino.

## Werke
- De Nardo Et Epithymo Aduersus Iosephvm Scaligervm Dispvtatio : Qva Plantarvm Istarvm Vera descriptio continetur; Dioscoridis, Propertij & Ouidij loca declarantur.  Facciotti, Rom 1607 (Digitalisat)
- In Imagines Illustrium ex Fulvii Ursini Bibliotheca, Antverpiae a Theodoro Gallaeo expressas, Commentarius.  Plantin, Antwerpen 1606 (Digitalisat)
- Oratio qua ignis et metallorum exemplo quam parum sciamus demonstratur.[8]
- Kurzer und nothwendiger Undterricht. Wie sich ein jeder, gering verständiger bey jetz schwebenden gifftigen Pestilenzischen Fiebern oder Ungerischen Krankheit … erzeigen und verhalten solle.  Hänlin, Ingolstadt 1621 (Digitalisat)
- De animalibus indicis Apud Mexicum. 1628, kommentiert und illustriert